# Fritz Haasler
Friedrich Ludwig Haasler (* 4. Dezember 1863 in Insterburg, Ostpreußen; † 29. April 1948 in Halle an der Saale), war ein deutscher Chirurg und Hochschullehrer.

## Familie
Fritz Haasler wurde als Sohn des Insterburger Kaufmanns Friedrich Haasler und dessen Ehefrau Wilhelmine, geb. Hellbusch, geboren. Die Familie stammte väterlicherseits von Salzburger Exulanten ab. Er war verheiratet mit Anna Auguste Marie Magdalene Kohlwage.

## Karriere
Im Jahr 1882 legte Haasler am Gymnasium in Insterburg das Abitur ab. Er studierte Medizin an den Universitäten der Städte Jena, München, Berlin und Bonn. Während seines Studiums wurde er 1882 Mitglied der Burschenschaft Arminia auf dem Burgkeller. An der Münchener Hochschule bestand er am 16. Juli 1884 die ärztliche Vorprüfung. Mit einer Dissertation, die er 29. Juli 1886 vorlegte, wurde er an der Medizinischen Fakultät der Universität Bonn zum Dr. med. promoviert. Im Folgejahr erhielt Haasler die Approbation als Arzt.
Seine Laufbahn begann mit einer Anstellung als Assistent am Pathologischen Institut der Universität Halle an der Saale. Im Jahr 1891 wurde er Assistenzarzt bei Professor Fritz Gustav von Bramann an der Chirurgischen Universitätsklinik in Halle. Im Jahr 1895 wurde er Oberarzt. Im gleichen Jahr habilitierte Haasler sich an der Universität Halle. Den Professorentitel erhielt er im Jahr 1900. Im Jahr 1906 beantragte die Medizinische Fakultät erfolglos, den Privatdozenten zum außerordentlichen Professor zu ernennen. Die Bestellung zum nichtbeamteten außerordentlichen Professor erfolgte erst im Jahr 1921.
Zum 1. Oktober 1909 gab Haasler seine Tätigkeit als Oberarzt an der Chirurgischen Klinik in Halle auf, um sich selbständig zu machen. Der Teilhaber der privaten Heilanstalt Weidenplan wirkte dort aufgrund seiner präzisen Operationstechnik mit großem Erfolg. Als sein Spezialgebiet galt die Gallenchirurgie. Die große Zahl seiner Veröffentlichungen zu verschiedensten Themen der Chirurgie zeugt jedoch von einem erheblich umfassenderen Tätigkeitsspektrum. Er war einer der beiden Mitautoren eines von dem Pharmakologen Erich Harnack 1914 veröffentlichten gerichtsmedizinischen Standardwerks. Seine Dozententätigkeit an der Universität Halle stellte Haasler im Jahr 1935 ein.

## Militär
Haasler leistete in den Jahren 1884/1885 beim Kaiser Alexander Garde-Grenadier-Regiment Nr. 1 seinen Wehrdienst. Später gehörte er der Landwehr des Landwehrbezirks Halle an. Als Stabsarzt des 2. Bataillons des 5. Ostasiatischen Infanterie-Regiments war er vom Januar 1900 bis zum September 1901 Mitglied des Ostasiatischen Expeditionskorps während des Boxeraufstandes in China. Da er als Stabsarzt in Tientsin nicht ausgelastet war, führte er an den örtlichen Lazaretten pathologisch-anatomische Arbeiten durch. Am Ersten Weltkrieg nahm er zunächst als beratender Chirurg im Rang eines Oberstabsarztes teil. Während des Krieges wurde er zum Generaloberarzt befördert. Er wurde mit dem Eisernen Kreuz I. und II. Klasse, dem Roten Adlerorden IV. Klasse sowie dem Ritterkreuz I. Klasse des Königlich württembergischen Friedrichs-Ordens ausgezeichnet.

## Schriften (Auswahl)
- Beitrag zur Histologie der akuten Entzündung. Die akute Entzündung der Niere. Med. Diss. Georgi, Bonn 1886.
- Über compensatorische Hypertrophie der Lunge. In: Archiv für pathologische Anatomie und Physiologie und für Klinische Medicin. Bd. 128 (1892), Nr. 3, G. Reimer, Berlin 1892, S. 527–536.
- Über die Regeneration des zerstörten Knochenmarkes und ihre Beeinflussung durch Jodoform. Med. Habil. L. Schumacher, Halle an der Saale 1895 (gedruckt Berlin) 1895.
- Die Histogenese der Kiefergeschwülste. In: Archiv für klinische Chirurgie. Bd. 53 (1896). August Hirschwald, Berlin 1896, S. 749ff.
- Über Choledochotomie. In: Archiv für klinische Chirurgie. Bd. 58 (1899), August Hirschwald, Berlin 1899, S. 289ff.
- Über Folgeerkrankungen der Ruhr (Teil I). In: Deutsche Medizinische Wochenschrift. Bd. 28 (1902), Nr. 2, Georg Thieme, Leipzig 1902, S. 26ff.
- Über Folgeerkrankungen der Ruhr (Teil II). In: Deutsche Medizinische Wochenschrift. Bd. 28 (1902), Nr. 3, Georg Thieme, Leipzig 1902,  S. 47f.
- Über Darminvagination. In: Archiv für klinische Chirurgie. Bd. 68 (1902), August Hirschwald, Berlin 1902, S. 817ff.
- Über Darmstenose. In: Archiv für klinische Chirurgie. Bd. 71 (1903), August Hirschwald, Berlin 1902, S. 652ff.
- Zur Chirurgie der Gallenwege. In: Gesellschaft deutscher Naturforscher und Ärzte (Hrsg.): Verhandlungen der Gesellschaft deutscher Naturforscher und Ärzte. Bd. 76 (1905), F.W.C. Vogel, Leipzig 1905, S. 115ff.
- Über Cholozystektomie. In: Archiv für klinische Chirurgie. Bd. 83 (1907), August Hirschwald, Berlin 1907, S. 1089ff.
- Die rechtsseitige Hernia duodenojejunalis. In: Archiv für klinische Chirurgie, Bd. 83 (1907). August Hirschwald, Berlin 1907, S. 877ff.
- Beiträge zur Hirnchirurgie. In: Verhandlungen der Deutschen Gesellschaft für Chirurgie. 37. Kongress. Bd. 37 (1908), Barth, Berlin / Leipzig 1908, S. 87ff.
- Erich Harnack, in Gemeinschaft mit F(ritz) Haasler und E(rnst) Siefert bearbeitet: Die gerichtliche Medizin mit Einschluss der gerichtlichen Psychiatrie und der gerichtlichen Beurteilung von Versicherungs- und Unfallsachen. Für Mediziner und Juristen. Akademische Verlagsgesellschaft, Leipzig 1914.
- P(aul) v. Bruns und H(ermann) Küttner (Hrsg.): Allgemeine Chirurgie der Gehirnkrankheiten. Die neue deutsche Chirurgie. Bearbeitet von G(abriel) Anton, L(udwig) Bruns, F(ritz) Haasler, A(lfred) Hauptmann, W(ilhelm) Holzmann, F(edor) Krause, F(riedrich) W(ilhelm) Müller, M(ax) Nonne und Artur Schüler, redigiert von F(edor) Krause. Bd. 12, Teil 2, Ferdinand Enke, Stuttgart 1914.
- F(ritz) Haasler: Hirnchirurgie im Kriegslazarett. In: Deutsche Zeitschrift für Chirurgie. Bd. 143 (1918), F.C.W. Vogel,  S. 274ff.